# Майерс, Эдвин
Эдвин Эрл «Эд» Майерс (англ. Edwin Earl "Ed" Myers, 18 декабря 1896 — 31 августа 1978) — американский легкоатлет, призёр Олимпийских игр.
Эдвин Майерс родился в 1896 году в деревне Хинсдэйл (штат Иллинойс). В 1920 году на Олимпийских играх в Антверпене он завоевал бронзовую медаль в прыжках с шестом.